# Молдовсько-словенські відносини
Молдовсько-словенські відносини (рум. relaţiile moldo-slovene, словен. odnosi med Slovenijo in Moldavijo) — історичні та поточні двосторонні відносини між Молдовою та Словенією.

## Історія
Дипломатичні відносини між цими державами було встановлено 27 жовтня 1993. Обидві країни представлені одна в одній через свої посольства в Будапешті (Угорщина).
У квітні 2003 Словенію відвідав президент Молдови Петро Лучинський.
У 2004 президент Словенії Янез Дрновшек зустрівся з президентом Молдови Володимиром Вороніним і підтримав ініціативу Вороніна щодо підписання пакту про стабільність і безпеку для Молдови.
У квітні 2007 прем'єр-міністр Молдови Василь Тарлєв зробив візит до прем'єр-міністра Словенії Янеза Янші. Вони обидва закликали до зміцнення ділових зв'язків між обома країнами та підписали меморандум про взаєморозуміння між обома міністерствами економіки. Візит Тарлєва відбувся в рамках четвертого молдовсько-словенського бізнес-форуму в Любляні.
Словенія запропонувала конкретну допомогу Молдові щодо її бажання вступити до Європейського Союзу. 2008 року міністр закордонних справ Словенії Димитрій Рупель зустрівся у Брюсселі з президентом Молдови Вороніним, заявивши, що Молдові потрібно буде продовжити свої реформи, при цьому особливо звернувши увагу на боротьбу з корупцією та на важливість імплементації Закону про телекомунікації таким чином, щоб забезпечити плюралізм у ЗМІ та права людини.